# Mindroling
Mindroling, ook wel Mindrol Ling (Tibetaans voor Plaats voor Perfecte Bevrijding), is een Tibetaans klooster op 43 km oostelijk van Lhasa in Tibet, in Dranang aan de zuidoever van de rivier Yarlung Tsangpo. Binnen het Tibetaans boeddhisme is het een van de zes moederkloosters in de traditie nyingma. De andere vijf zijn Dorje Drag, Dzogchen, Kathog, Palyul en Shechen.
Het klooster is gesticht door Rigzin Terdag Lingpa in 1676. Tendrak Lingpa's lijn staat bekend als de Nyo-lijn in het Tibetaans boeddhisme.
Het klooster is een zogenaamde kloosteruniversiteit. In Mindrolling wordt nadruk gelegd op het leren van boeddhistische geschriften, astronomie, de maankalender, kalligrafie, geneeskunde en retoriek. Monniken studeerden dertien belangrijke teksten over de soetra en tantra van de nyingma. Tijdens de hoogtijdagen had het klooster meer dan honderd dependances.
Mindroling werd ernstig beschadigd door de Oirat-Mongolen in 1718 uit Oost-Turkestan. Het werd herbouwd gedurende de regering van de zevende dalai lama Kälsang Gyatso (1708-1757).
Tijdens de opstand in Tibet van 1959 tegen het Chinese regiem waren er rond 300 monniken in Mindrolling. Ook het Mindrollingklooster had te lijden onder de vernielingen door de Chinese autoriteiten, maar niet zoveel als andere kloosters zoals bijvoorbeeld Ganden. In de jaren '00 moet het klooster nog steeds gerestaureerd worden.

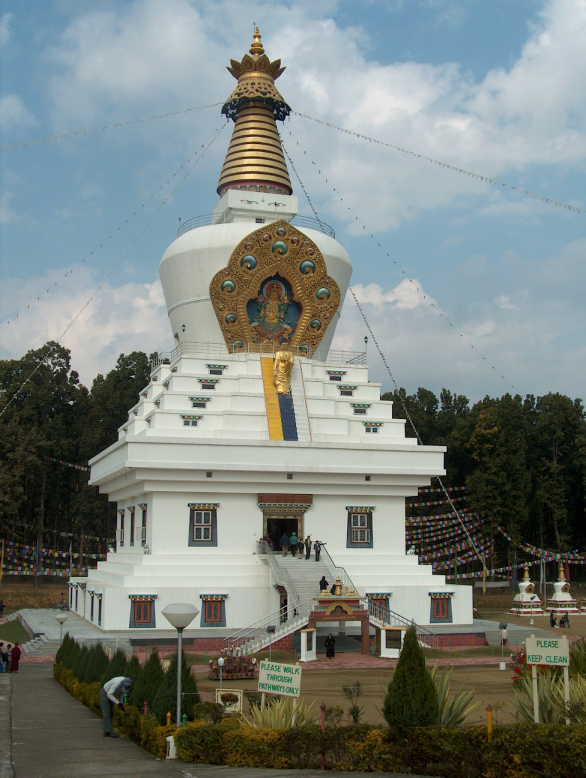
Minrolling in Dehradun

In 1965 begon Khochhen Rinpoche een klooster van Minrolling in de buurt van Clement Town, in het district Dehradun, India. Dit klooster is anno 2005 een van de grootste boeddhistische instituten van India.
Het klooster staat sinds 2006 op de lijst van culturele erfgoederen in de Tibetaanse Autonome Regio.